# Johann August Muttray
Johann August Muttray, né le 29 août 1808 à Memel et mort dans cette même ville le 27 février 1872, est un médecin et homme politique prussien.

## Biographie
Muttray naît le 29 août 1808 à Memel dans la province de Prusse-Orientale d'un père conseiller commercial et marchand en gros. Il se lance en 1827 dans des études de médecine à Königsberg, qu'il achève en 1831 avec un doctorat. Puis, en 1832, il s'établit comme médecin généraliste à Memel, métier qu'il exerce jusqu'à sa mort. Dans cette même ville, il cofonde en 1840 une institution pour enfants en bas âge (Kleinkinderbewahranstalt) et exerce la fonction de président de l'Association constitutionnelle de mai à novembre 1848. 
Cette même année, Muttray est élu député au Parlement de Francfort dans la 1re circonscription de la province de Prusse, représentant l'arrondissement de Memel, et siège à partir du 31 mai. Il vote avec le centre-droit mais n'adhère à aucun groupe parlementaire et quitte ses fonctions moins de deux mois plus tard, le 20 juillet, remplacé par Leonhard Presting. Muttray meurt le 27 février 1872 dans sa ville natale, à 63 ans. 